# Hexadecano-1,5-lacton
Hexadecano-1,5-lacton (auch Hexadecan-1,5-olid oder δ-Hexadecanolacton) ist eine organische Verbindung aus der Gruppe der Lactone.

## Vorkommen

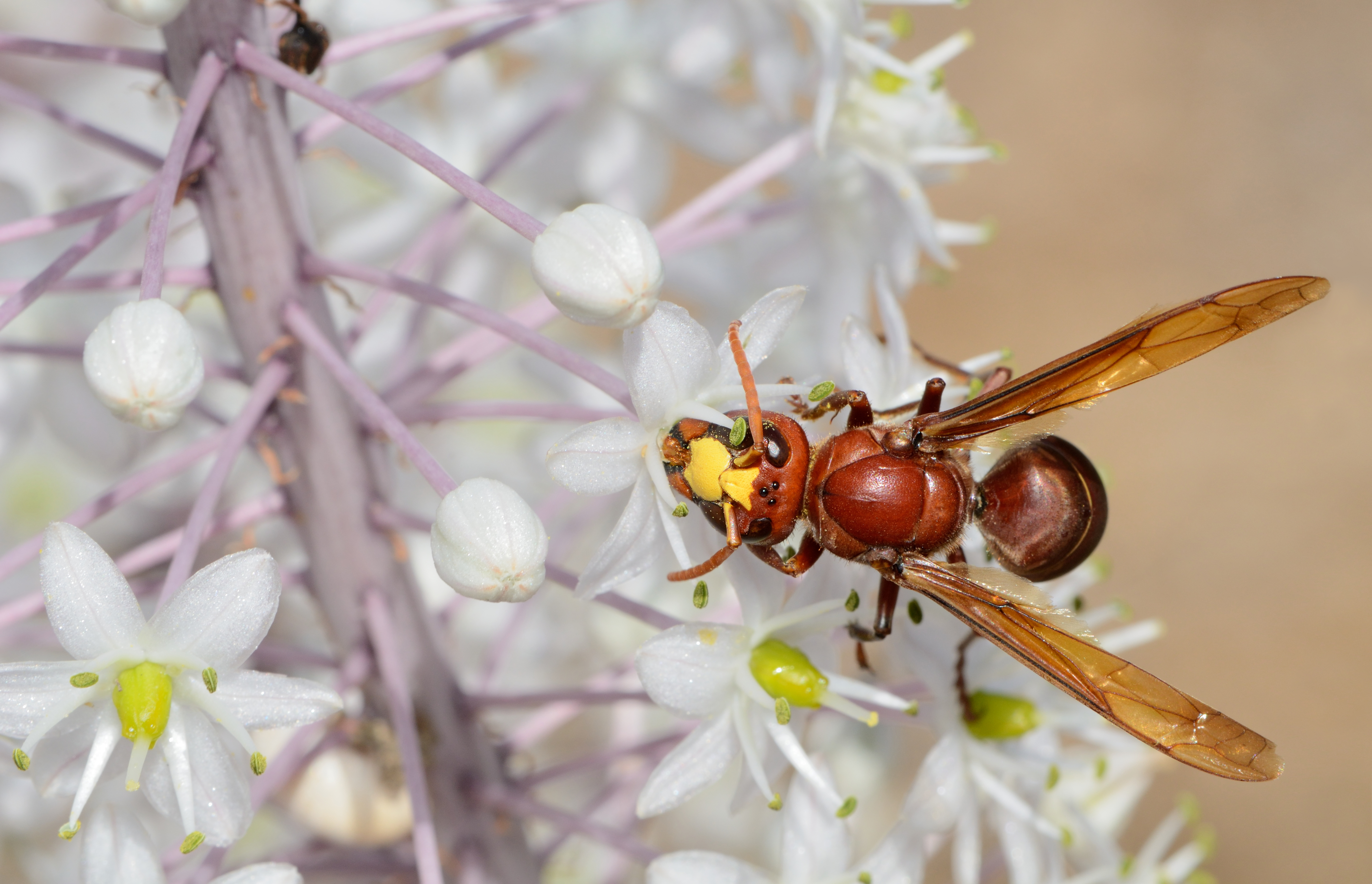
Das Pheromon der Orientalischen Hornisse besteht hauptsächlich aus Hexadecano-1,5-lacton

Hexadecano-1,5-lacton ist die Hauptkomponente des Pheromons der Orientalische Hornisse (Vespa orientalis). Hexadecano-1,5-lacton kommt auch in Milchprodukten wie Schlagsahne und Butter vor, wobei es meist zu über 80 % als (R)-Enantiomer vorliegt.

## Herstellung
Hexadecano-1,5-lacton kann ausgehend von Cyclopentanon hergestellt werden. Dazu wird dieses zunächst mit N,N-Dimethylhydrazin in ein Hydrazon umgewandelt. Durch Umsetzung mit Butyllithium und 1-Bromundecan und saure Aufarbeitung entsteht 2-Undecylcyclopentanon. Dieses kann durch Baeyer-Villiger-Oxidation mit Magnesiummonoperoxyphthalat in Hexadecano-1,5-lacton umgewandelt werden. Die analoge Baeyer-Villiger-Oxidation von 2-Undecylcyclopentanon gelingt als biotechnologische Reaktion mit dem Organismus Acinetobacter calcoaceticus in Gegenwart von Tetraethylpyrophosphat. Eine enantioselektive Synthese geht von 1-Tridecen aus. Dieses wird zunächst mit Monoperoxyphthalsäure epoxidiert. Nach Öffnung des Epoxids mit Dimethylamin und Umsetzung mit Dibenzoylweinsäure können die beiden Enantiomere als Salze getrennt und anschließend die Basen zurückgewonnen werden. Durch Quaternisierung mit Methyliodid und Hoffmann-Eliminierung mit Silberhydroxid können die jeweiligen enantiomerenreinen Epoxide gewonnen werden. Reaktion von Propiolsäure mit Lithiumdiisopropylamid (in situ hergestellt aus Diisopropylamin und Butyllithium) in Gegenwart von HMPT ergibt ein Dilithiumsalz, das mit dem jeweiligen Epoxid zu enantiomerenreinem Hexadecano-1,5-lacton reagiert.

## Verwendung
Hexadecano-1,5-lacton wird weltweit in geringem Umfang von unter 100 Kilogramm pro Jahr als Duftstoff verwendet. Es ist in der EU unter der FL-Nummer 10.049 als Aromastoff für Lebensmittel zugelassen.